# John Rødgaard
John Rødgaard (født 4. marts 1955) er en danskfødt færøsk fysioterapeut, landsholdsskakspiller og forhenværende fodboldspiller. Han er rekordspiller indenfor skak for Færøerne, han er den eneste som har spillet over 200 landsholdskampe for Færøerne.

## Baggrund
Rødgaard er født og opvokset i Danmark. Han flyttede til Tvøroyri, Færøerne i 1976, hvor han spillede fodbold med TB Tvøroyri i flere år og var træner for holdet i 1985. Senere blev han også kendt som skakspiller.

## Karriere som skaklandsholdsspiller
Rødgaard har opnået IM titlen indenfor skak, han har vundet færøske mesterskaber og har spillet mere end 200 skaklandskampe for Færøerne ved internationale skak-konkurrencer som f.eks. Skakolympiaden. I august 2013 spillede han sin skaklandskamp nummer 200 for Færøerne, det er det meste som nogen har opnået indenfor den færøske skakhistorie. Han repræcenterede Færøerne for første gang internationalt i skakolympiaden i Thessaloniki i 1984, hvor han spillede jævnt mod forhenværende verdensmesteren Boris Spasskij. Hans FIDE rating tal er 2348. Han har deltaget ved Skakolympiaderne for Færøerne i 2004, 2006, 2008, 2010, 2012 o,2014 og 2016.

### Skakolympiaden 2012
John Rødgaard deltog ved Skakolympiaden Istanbul i september 2012 sammen med IM Helgi Dam Ziska, IM John Arni Nilssen, Jóan Hendrik Andreasen og Rógvi Egilstoft Nielsen.. De opnåede det hidtil bedste resultat for Færøerne, hvis man ser på procent-tallet, de vandt 56% af skakspillene, som de spillede. Færøerne endte som nummer 68 blandt 157 nationer. Før skakolympiaden startede, blev Færøerne vurderet til at ligge på en 74. plads. Færøerne fik sammenlagt 24½ point af 44 mulige. De vandt fem kampe, tabte fir og spillede to jævnt. møguligum. Helgi Dam Ziska (1. bord) klarede sig bedts med 6½ points, John Rødgård (3. bord) fik 6 points og Rógvi Egilstoft Nielsen (5. bord) fik 4½ points. John Arni og Jóan Hendrik fik henholdsvis 4 og 3½ points. Armenien vandt Skakolympiaden 2012, Rusland blev nummer to og Ukraine blev nummer tre. Færøerne var foran Finland, som endte som nummer 74.

## Debattør
Han er også en ivrig debattør og har bl.a. skrevet kritiske læserbreve i ca. fire år, om nu forhenværede lagmand Kaj Leo Johannesen, han skrev under overskriften "Må en lagmand lyve og bedrage" og nåede op til nummer 24 i . I læserbrev nummer 22 måtte han konstatere, at en lagmand godt måtte lyve, for det havde Lagtinget vedtaget, da de stemte nej til et forslag om mistillidsvotum mod lagmand Kaj Leo Johannesen, men i nummer 24, som blev skrevet efter lagtingsvalget, konkluderede han, at en lagmand ikke må lyve, og konstaterer, at de personer fra Sambandspartiet, som stemte imod forslaget om mistillidsvotum mod lagmanden, ikke opnåede genvalg ved lagtingsvalget 2015.

## Hæder
Den 26. august 2013 blev John Rødgaard hædret af Tvøroyris Byråd, det skete kort tid efter, at han havde spillet sin skaklandskamp nummer 200 for Færøerne.